# Кованка
Ко́ванка — село в Україні, у Словечанській сільській громаді Коростенського району Житомирської області. Населення становить 190 осіб.

## Загальний опис
На захід від села розташований гідрологічний заказник Дідове Озеро.
Колишня назва — Рудня-Кованка.
19 листопада 1921 р. під час Листопадового рейду через Рудню-Кованку, повертаючись із походу, проходили залишки Волинської групи (командувач — Юрій Тютюнник) Армії Української Народної Республіки.